# Fusiliers de La Morlière

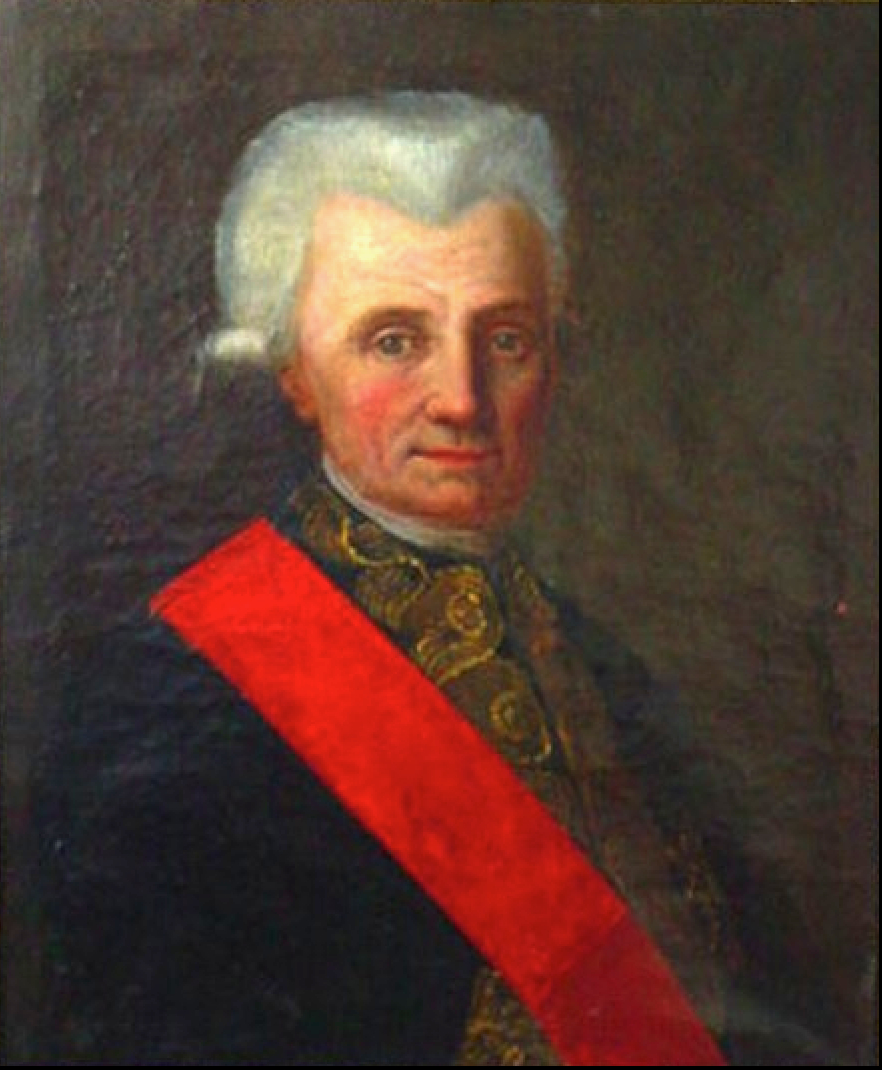
Alexis Charles de Magallon, comte de la Morlière (1707-1799)

Les Fusiliers de La Morlière sont un régiment de l'armée française de l'Ancien Régime, créé en 1745 par Alexis Magallon de la Morlière, pendant la guerre de Succession d'Autriche et licencié en 1749.
Ce régiment fait partie des troupes légères levées à cette époque pour mener la « Petite guerre », à côté de l'armée régulière. Comme bon nombre de ces unités, il s'agit d'une troupe mixte, associant des compagnies à pied et des compagnies montées.
Au côté des Arquebusiers de Grassin, avec lesquels elle fera souvent brigade, elle gagnera une réputation flatteuse.
En 1749, l'organisation globale des troupes légères verra le remplacement de ces unités apparues selon les besoins, par des régiments de « Volontaires ». Les Fusiliers de La Morlière vont se fondre dans le régiment des Volontaires des Flandres.

## Origine
La campagne de Bohême (1742) a amené les armées du roi de France à affronter les troupes irrégulières de la reine de Hongrie, hussards, pandours et autres « croates ». Ces troupes, rompues à la guerre de partis, avaient fortement gêné les forces françaises en attaquant leurs postes, leurs convois et couvrant efficacement l'armée autrichienne.
Pour se garder de ces irréguliers, et tenir le rôle qu'ils remplissaient pour l'armée ennemie, des unités spécialisées seront levées. Après les Chasseurs de Fischer, après les Arquebusiers de Grassin, les Fusiliers de la Morlière feront leur apparition, pour renforcer ces troupes légères dont l'utilité se révèle importante.
L'ordonnance royale du 16 octobre 1745 autorise la levée du corps en précisant sa composition.

## Composition des troupes
Le régiment des Fusiliers de La Morlière se compose de mille hommes, répartis en huit compagnies à pied et six compagnies à cheval. Il bénéficie aussi de deux pièces d'artillerie de campagne, dites « à la suédoise ».
Le régiment est commandé par un colonel et un lieutenant-colonel (qui, contrairement à l'usage, ne sont pas propriétaires d'une des compagnies); on trouve aussi un major, un aide-major, un aumônier et un chirurgien.

### Composition des troupes à pied
Il y a deux types de compagnies à pied, fusiliers et grenadiers. Leur composition est prévue par l'ordonnance de 1745.
Compagnie de grenadiers.
Une compagnie de grenadiers comprend un capitaine, un capitaine en second, un premier lieutenant et un lieutenant en second, deux sergents, trois caporaux et trois anspessades, 41 grenadiers et un tambour.
Compagnie de fusiliers.
Une compagnie de fusiliers comprend un capitaine, un capitaine en second, un premier lieutenant, un lieutenant en second et un sous-lieutenant, quatre sergents, un capitaine d'armes, six caporaux et six anspessades, quatre ouvriers, 77 fusiliers et 2 tambours.

### Composition des troupes à cheval
Les compagnies montées sont des compagnies de dragons.
Chaque compagnie comprend un capitaine, un lieutenant et un cornette, un maréchal des logis et deux brigadiers, 47 dragons et un tambour.

### Uniforme du cavalier

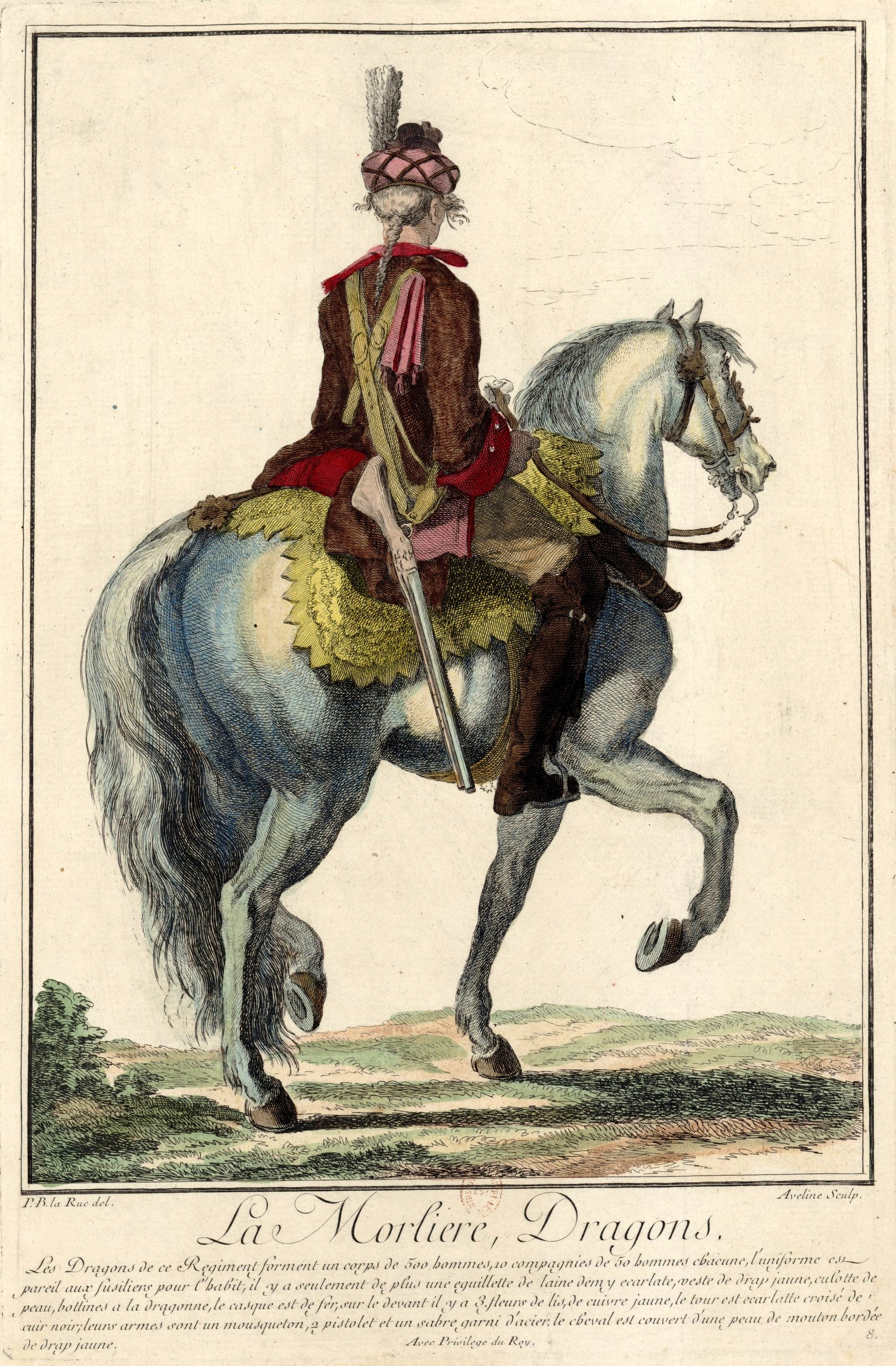
Fusillers de La Morlière - Dragon XVIIIe siècle

## Uniformes

### Uniforme du fantassin

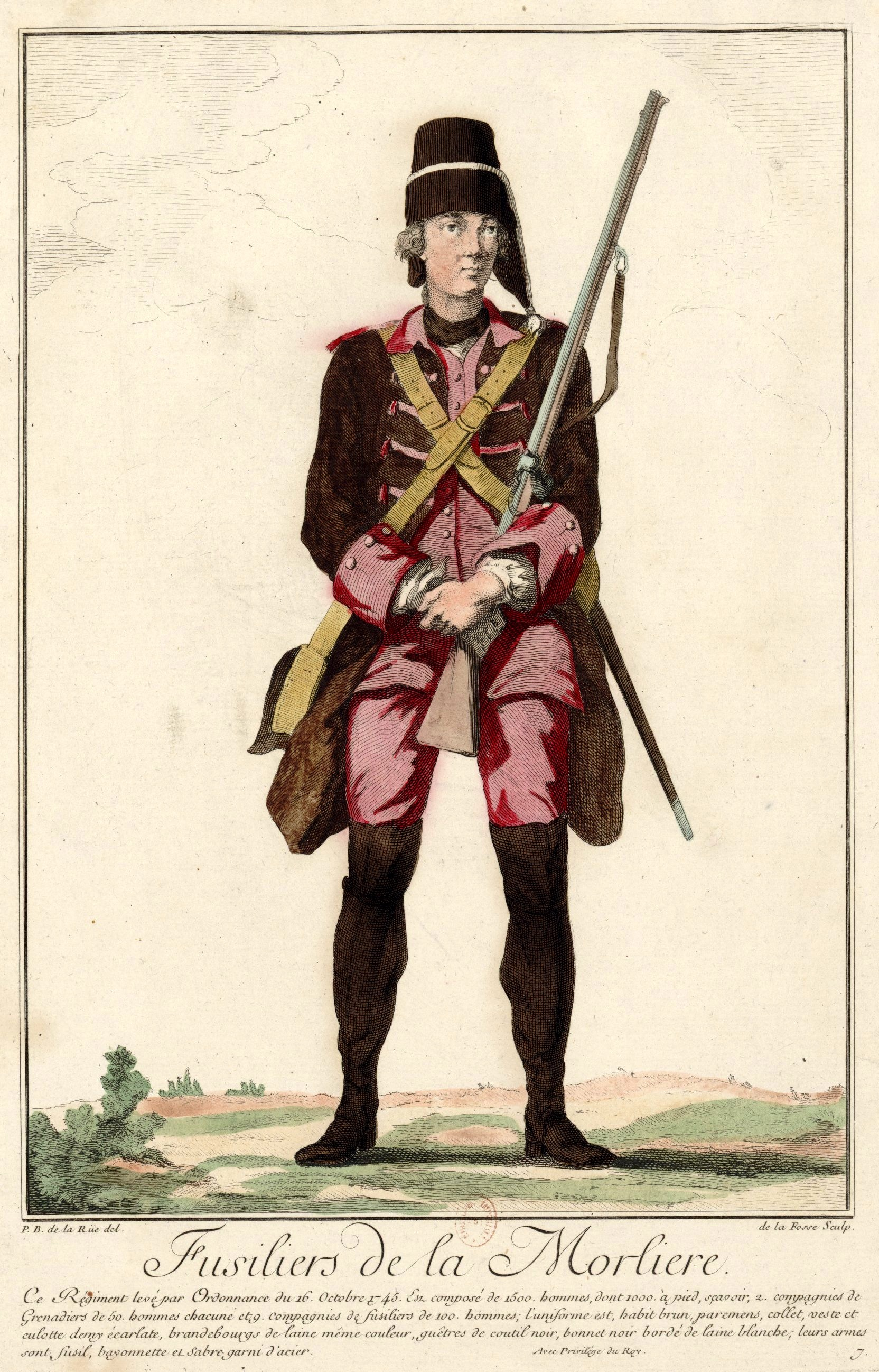
Fusiliers de La Morlière - Fantassin XVIIIe siècle

Pour le fusilier.
Bonnet noir, bordé de laine blanche. Habit brun, à brandebourgs de laine rouge; veste, culotte, col et parements rouge; guêtres en toile, noires.
La bufflèterie est en cuir naturel.
L'armement se compose d'un fusil, d'une baïonnette et d'un sabre.
Pour le grenadier.
Le grenadier porte un uniforme similaire à celui du fusilier avec les distinctions suivantes.

### Drapeaux et étendards
Drapeaux d'infanterie
Trois drapeaux dont un à fond blanc et deux à fond cramoisi.
Même décoration, à savoir : divisé en quatre quartiers par une croix noire; une fleur de lys dans chaque quartier. Devise au centre : "Aut vincere aut mori".
Guidons de cavalerie
Deux guidons à fond rouge, portant en leur centre un soleil doré à rayons noirs. Sous le soleil, la devise "Nec pluribus impar". Une fleur de lys dorée à chaque coin; franges or et argent.

## Utilisation
Le rôle dévolu à ce régiment est similaire à celui des unités précédentes du même genre, Chasseurs de Fischer ou Arquebusiers de Grassin.
Il doit servir à éclairer l'armée, harceler l'armée ennemie et interdire l'approche aux troupes légères et irrégulières de celle-ci.
Il sera néanmoins présent lors de batailles rangées, comme la bataille de Raucoux où son action sur le flanc gauche de l'armée hollandaise contribuera à la retraite de celle-ci.

### Participation à l’arrestation de Louis Mandrin

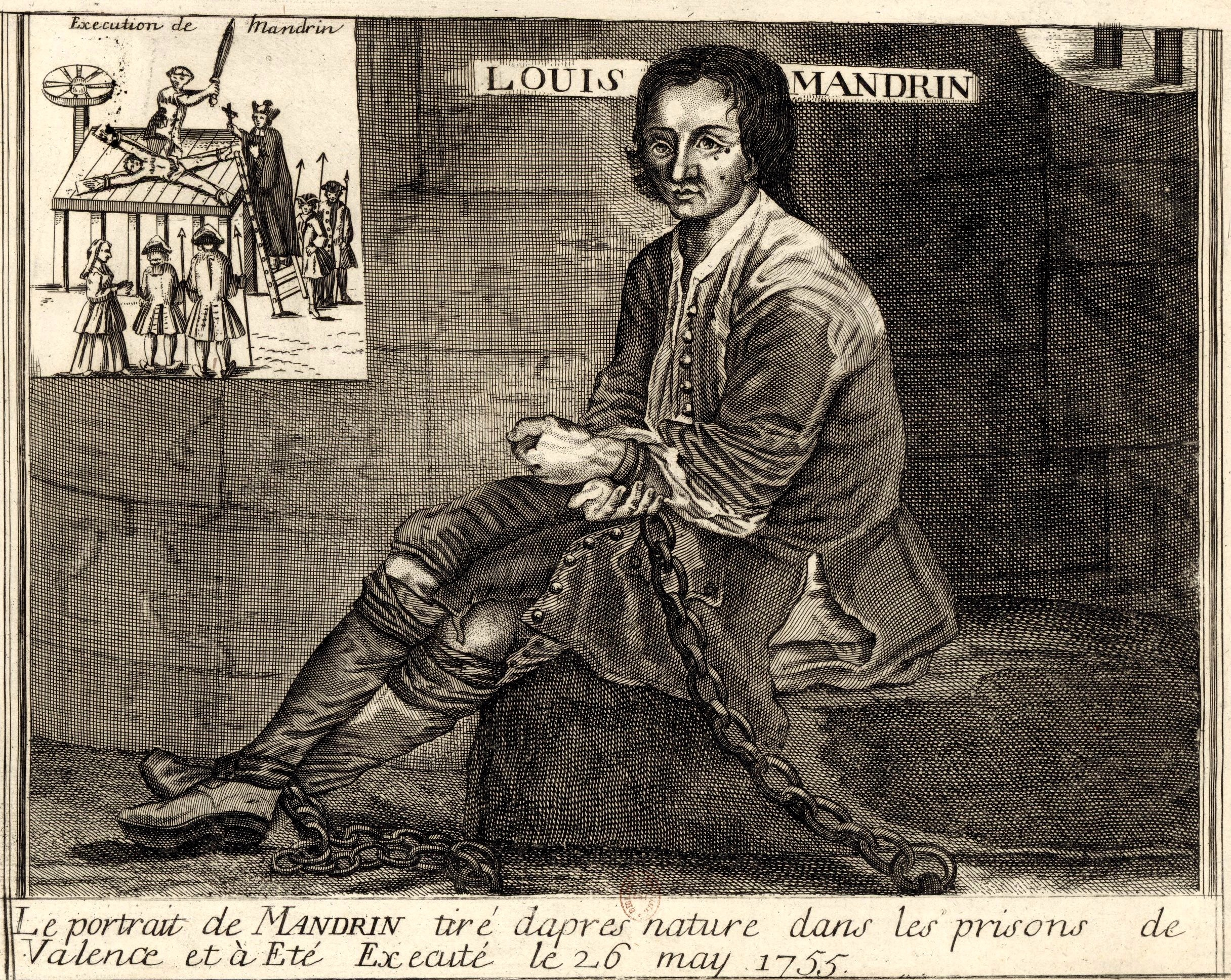
Le portrait de Mandrin tiré d’après nature dans les
prisons de Valence et a été exécuté le 26 May 1755.